# 梅木蔵雄
梅木 蔵雄（うめき くらお、1975年9月30日‐ ）は、山口県下関市出身の元陸上競技選手。専門は長距離種目。宇部鴻城高等学校、早稲田大学卒業。中国電力陸上競技部所属。

## 略歴
小学校時代は足が速くなかったが光市立浅江中学校に入り陸上を始め、1000m走、3000m走で中学生の山口県記録を樹立する実力をつけたその後宇部鴻城高等学校に進学し瀬古利彦とも知り合った。早稲田大学に特別選抜枠で進学し、箱根駅伝には3年連続出場、3年時には1区で区間賞、4年時には華の2区で区間賞に輝いた。2003年のベルリンマラソンで2時間10分を切った。2006年には同大会では3位入賞を果たした（優勝はハイレ・ゲブレセラシェで2時間5分56秒）。ニューイヤー駅伝では2008年に区間賞を獲得するなど活躍しており、中国電力の2度の優勝にも貢献した。
2010年の防府読売マラソンをもって現役を引退した。

## 主な戦績
- 1996年 第72回箱根駅伝 1区（21.3km） 区間9位 1時間4分03秒
- 1997年 第73回箱根駅伝 1区（21.3km） 区間賞 1時間4分57秒
- 1997年 第29回全日本大学駅伝2区（13.2km） 区間賞 38分05秒
- 1998年 第74回箱根駅伝 2区（23.0km） 区間賞 1時間7分48秒
- 1998年 青梅マラソン（30km） 2位 1時間33分35秒
- 2003年 ベルリンマラソン 7位 2時間9分52秒
- 2004年 ニューイヤー駅伝 優勝
- 2004年 福岡国際マラソン 8位 2時間16分17秒
- 2006年 ベルリンマラソン 3位 2時間13分43秒
- 2008年 全日本実業団対抗駅伝4区 （10.5km） 区間賞 29分38秒
- 2008年 東京マラソン 6位 2時間11分00秒

## 記録
- 5000m 13分44秒02（2005年ホクレン・ディスタンスチャレンジ優勝）
- 10000m 28分29秒63
- マラソン 2時間09分52秒